# The Favorite Son
The Favorite Son è un cortometraggio muto del 1913 diretto da Francis Ford su un soggetto di Grace Cunard che appare anche nel cast tra gli attori.

## Trama
La guerra di secessione divide sempre di più due fratelli già rivali per l'amore della stessa donna.

## Produzione
Il film fu prodotto dalla Kay-Bee Pictures.

## Distribuzione
Distribuito dalla Mutual Film, il film - un cortometraggio di 600 metri in due bobine - uscì nelle sale cinematografiche statunitensi il 7 febbraio 1913.
Non si conoscono copie ancora esistenti della pellicola che viene considerata presumibilmente perduta